# Kinoteka Zlatna vrata
Kinoteka Zlatna vrata, kulturna ustanova u Splitu specijalizirana za prikazivanje filmskih klasika i umjetničkih filmova. Nalazi se u okviru Centra za kulturu i cjeloživotno obrazovanje Zlatna vrata u Dioklecijanovoj palači, nedaleko Zlatnih vrata. Splitska Kinoteka postaje od 1. siječnja 2013. godine punopravna članica europske asocijacije Europa Cinemas, najznačajnije europske udruge kina.

## Povijest
Kino-dvorana u Zlatnim vratima otvorena je je 1964. godine. Premda je program klasike od početka imao zaslužan tretman u dvorani Zlatnih vrata, tek se koncem 60-tih, na inicijaztivu Centra za kulturu kojeg tada vodi Milka Barač, krenulo u osnivanje Filmskih klubova po školama i fakultetima, nastojeći se profiliranim programom izdvojiti od repertoarne politike koju vodeostala splitska kina.
Dvije godine kasnije cijelu ideju kvalitetno zaokružuje redatelj Ivan Martinac i formalizira je programu filmske klasike. Veliki poznavatelj filma, pokretanjem programa Filmske klasike omogućio je generacijama splitske mladeži druženje s filmom kao umjetnosti. Ivan Martinac pri tome je imao pomoć zaposlenika ustanove prevođenih već spomenutom M. Barač, te svojim vanjskim suradnicima, Vedranu Gligi i Svemiru Paviću.
Program filmske klasike temeljni je program Kinoteke, ali nije jedini. Svjesni odgojne i obrazovne uloge Kinoteke, posebno činjenice da novim generacijama treba približiti filmsku umjetnost, Kinoteka je svoju temeljnu djelatnost proširila brojnim izvanrednim programima. Osim suradnje s veleposlanstvima i kulturnim centrima europskih zemalja u RH, program Kinoteke posljednjeg desetljeća obogaćen je dokumentarnim programima, te snažnijom suradnjom s domaćim filmskim festivalima, ali i distributerima koji promoviraju evropski film, američki nezavisni film te manje zastupljene kinematografije.
Programe hrvatske filmske klasike te suvremene hrvatske produkcije ostvaruje zahvaljujući suradnji s Hrvatskom kinotekom i Hrvatskim filmskim savezom. Zbog velike tradicije filma u Splitu, posebice doprinosa splitskih autora hrvatskom filmu, organizira retrospektive filmova te promovira ostvarenja mladih redatelja.
Među poznatijim recentnim voditeljima bila je filozofkinja i povjesničarka umjetnosti Tamara Visković.